# 沼部站

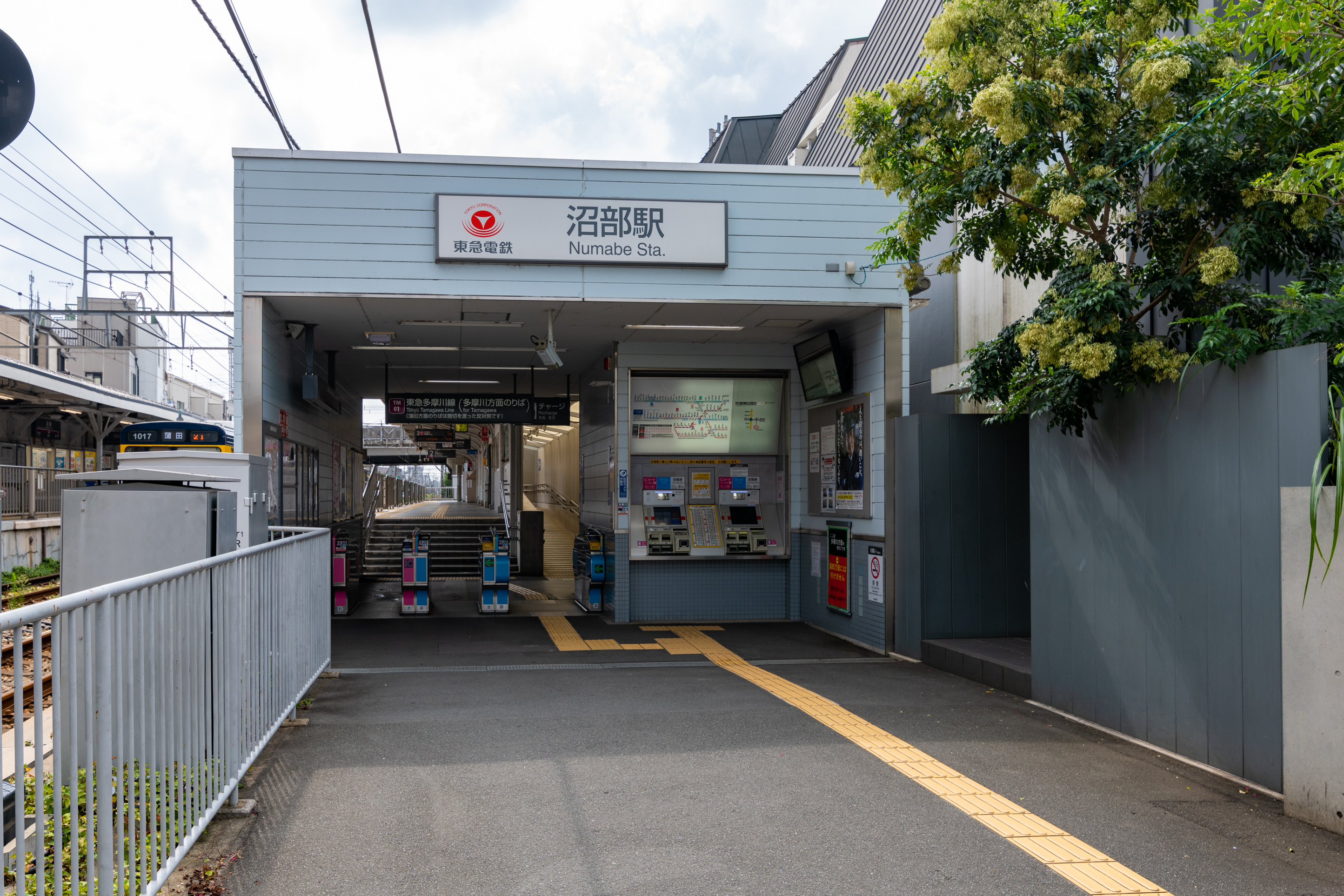
多摩川方向月台入口（2021年8月）

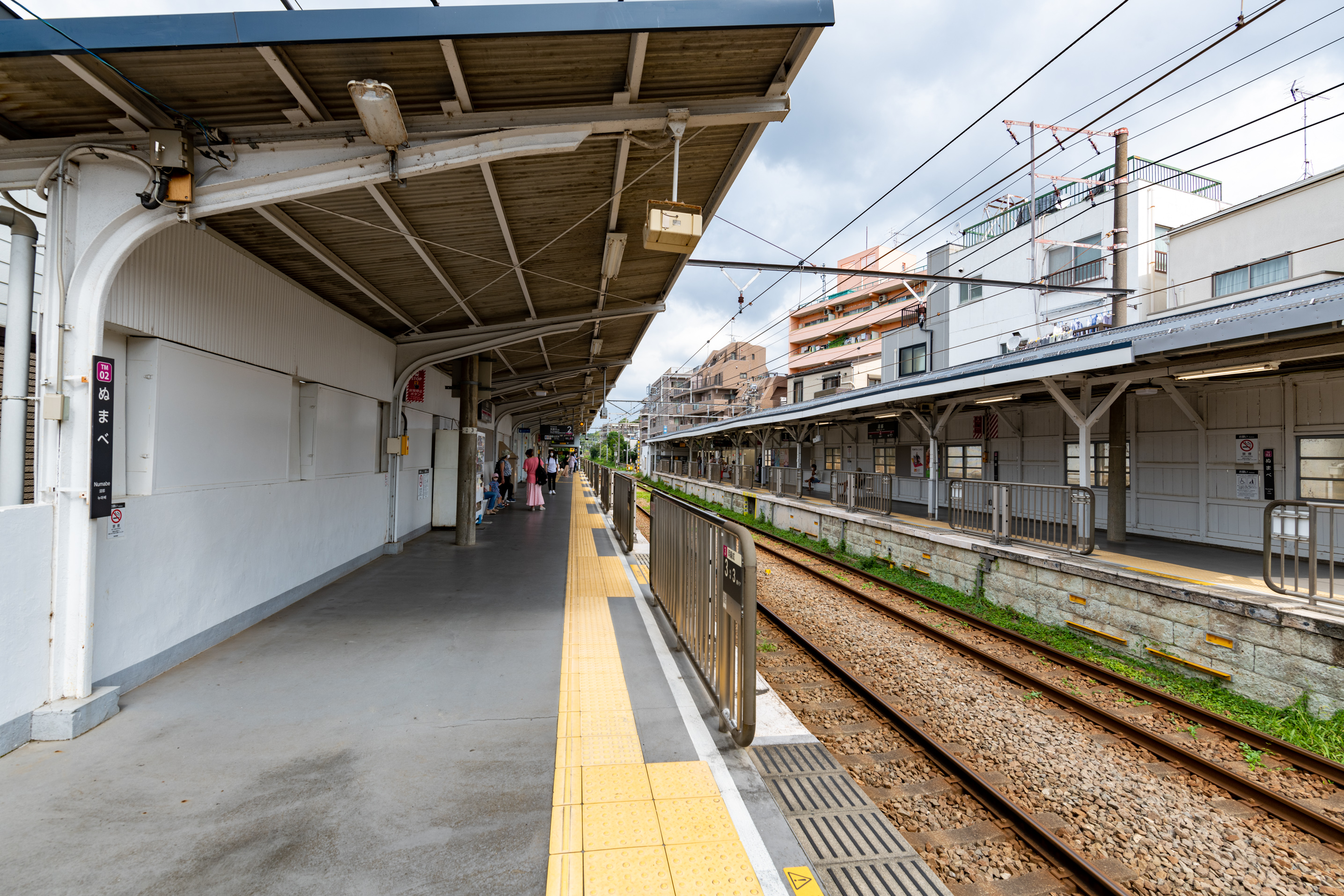
車站月台（2021年8月）

沼部站（日语：／ Numabe eki */?）是一個位於東京都大田區田園調布本町，屬於東急電鐵東急多摩川線的鐵路車站。車站編號是TM02。

## 年表
- 1923年（大正12年）3月11日 - 目黑蒲田鐵道丸子站啟用[1]。
- 1924年（大正13年）4月1日 - 車站改稱武藏丸子站[3]。
- 1926年（大正13年）1月1日 - 車站改稱沼部站[4]。
- 2000年（平成12年）8月6日 - 目蒲線分割成目黑線及多摩川線，車站改屬多摩川線之一部份。

## 車站構造
車站月台配置為側式月台，同時設置2條路軌。兩月台有獨立剪票口，站內不連通。廁所設於2號線。另外，往多摩川方向的列車會廣播終點多摩川的車門開啟方向。
| 月台 | 路線         | 方向 | 目的地           |
| ---- | ------------ | ---- | ---------------- |
| 1    | 東急多摩川線 | 下行 | 下丸子、蒲田方向 |
| 2    | 東急多摩川線 | 上行 | 多摩川方向       |

（來源：東急電鐵:車站構內圖 （页面存档备份，存于））

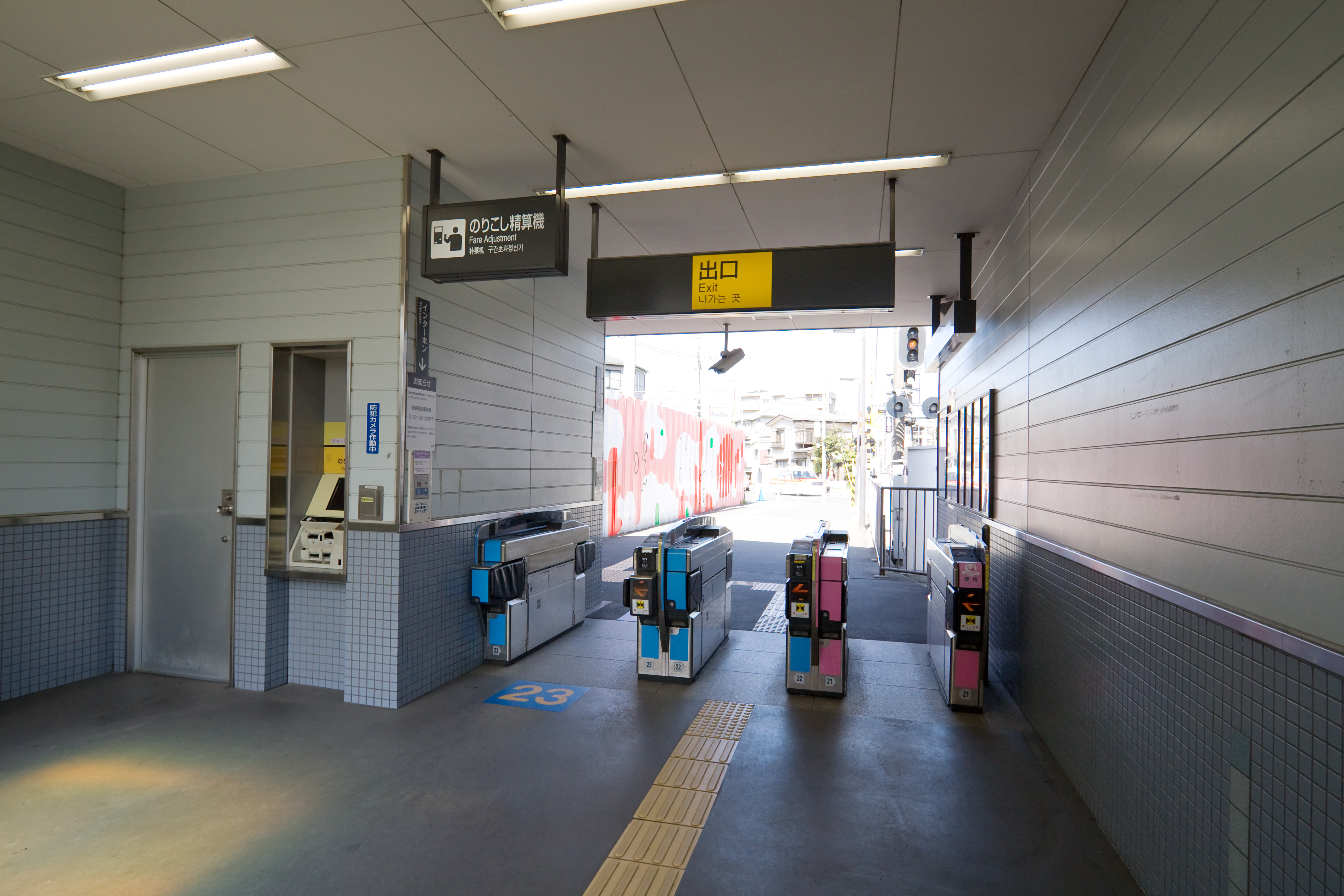
檢票口（多摩川方向月台） （2010年3月14日）
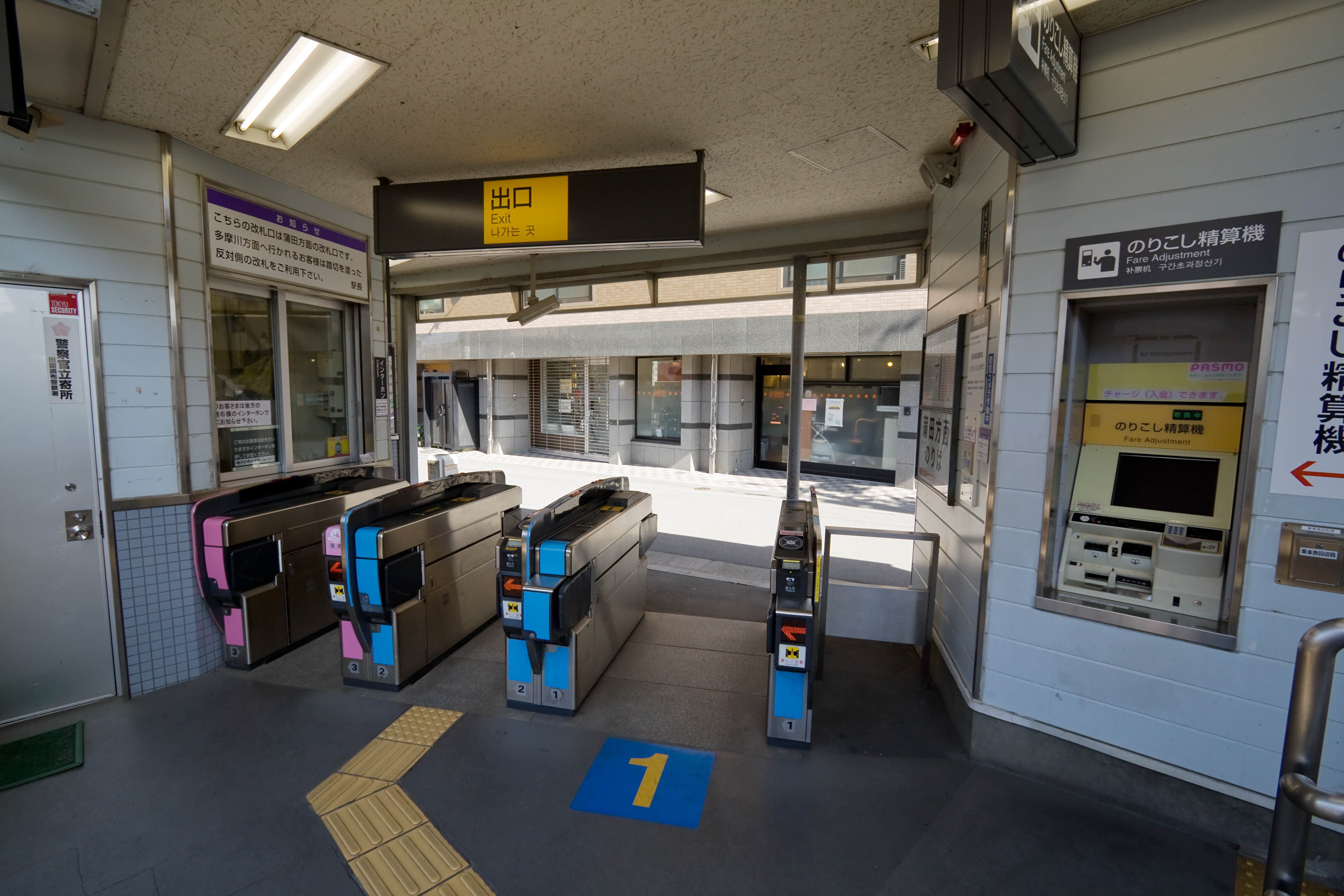
檢票口（蒲田方向月台） （2010年3月14日）

## 使用情況
2017年平均每天上下車人次有11,149人。
近年1日平均上下車人次、上車人次如下表。
| 年度               | 1日平均 上下車人次 | 1日平均 上車人次 | 來源     |
| ------------------ | ------------------ | ---------------- | -------- |
| 1990年（平成02年） |                    | 5,948            | [ * 1 ]  |
| 1991年（平成03年） |                    | 5,869            | [ * 2 ]  |
| 1992年（平成04年） |                    | 5,973            | [ * 3 ]  |
| 1993年（平成05年） |                    | 5,921            | [ * 4 ]  |
| 1994年（平成06年） |                    | 5,953            | [ * 5 ]  |
| 1995年（平成07年） |                    | 5,956            | [ * 6 ]  |
| 1996年（平成08年） |                    | 5,986            | [ * 7 ]  |
| 1997年（平成09年） |                    | 5,953            | [ * 8 ]  |
| 1998年（平成10年） |                    | 5,877            | [ * 9 ]  |
| 1999年（平成11年） |                    | 5,604            | [ * 10 ] |
| 2000年（平成12年） |                    | 5,556            | [ * 11 ] |
| 2001年（平成13年） |                    | 5,439            | [ * 12 ] |
| 2002年（平成14年） |                    | 5,277            | [ * 13 ] |
| 2003年（平成15年） | 10,114             | 5,101            | [ * 14 ] |
| 2004年（平成16年） | 10,048             | 5,112            | [ * 15 ] |
| 2005年（平成17年） | 9,891              | 5,038            | [ * 16 ] |
| 2006年（平成18年） | 9,977              | 5,079            | [ * 17 ] |
| 2007年（平成19年） | 9,948              | 5,063            | [ * 18 ] |
| 2008年（平成20年） | 10,053             | 5,093            | [ * 19 ] |
| 2009年（平成21年） | 10,108             | 5,104            | [ * 20 ] |
| 2010年（平成22年） | 9,934              |                  | [ * 21 ] |
| 2011年（平成23年） | 9,978              |                  | [ * 22 ] |
| 2012年（平成24年） | 10,249             |                  | [ * 23 ] |
| 2013年（平成25年） | 10,418             |                  | [ * 24 ] |
| 2014年（平成26年） | 10,557             |                  | [ * 25 ] |
| 2015年（平成27年） | 10,762             |                  | [ * 26 ] |
| 2016年（平成28年） | 11,005             | 5,515            | [ * 27 ] |
| 2017年（平成29年） | 11,149             |                  |          |
| 2018年（平成30年） | 11,058             |                  | [ 9 ]    |
| 2019年（令和元年） | 10,877             |                  | [ 10 ]   |
| 2020年（令和2年）  | 8,038              |                  | [ 11 ]   |
| 2021年（令和3年）  | 8,862              |                  | [ 12 ]   |

## 車站周邊
- 東京都立田園調布高等學校（日语：東京都立田園調布高等学校）
- 大田區立大田圖書館
- 田園調布本町郵便局
- 櫻坂（日语：桜坂 (大田区)） - 福山雅治歌曲《櫻坂》的原型，為賞櫻景點。
- 丸子橋（日语：丸子橋）
- 品鶴線多摩川橋梁（日语：多摩川橋梁 (品鶴線)）
- 多摩川
- 多摩川綠地
- 東急池上線御嶽山站（約1km）

## 站名由來
車站所在地在古時屬丸子莊，冠上舊國名稱為「武藏丸子站」，之後以當地地名荏原郡調布村大字下沼部改為「沼部站」。

## 相鄰車站
東急電鐵
 東急多摩川線
多摩川（TM01）－沼部（TM02）－鵜之木（TM03）

## 外部連結
- 沼部（各站資訊） - 東急電鐵